# Boyd Lucassen
Boyd Lucassen (ur. 1 lipca 1998 w Doetinchemie)  – holenderski piłkarz grający na pozycji prawego obrońcy w holenderskim klubie NAC Breda.